# Paul Litowsky
Paul Litowsky, czasami podpisuje się jako Paulie Litowsky albo Paulie Litt (ur. 17 kwietnia 1995 w New Jersey) – amerykański aktor dziecięcy. Jest znany z filmu Speed Racer.

## Filmografia
- Wirtualna liga jako Wyrocznia/Matthew Friedman (1 odcinek)
- Wątpliwość jako Tommy Conroy
- Speed Racer jako Spritle Racer
- Czarodzieje z Waverly Place jako Frankie (3 odcinki)
- Hope i Faith jako Justin Shanowski (45 odcinków)
- Dziewczyna z Jersey jako Bryan
- Zakochany bez pamięci jako Młody Bully